# George Alexander Macfarren
George Alexander Macfarren (Londres, 2 de marzo de 1813-ibidem, 31 de octubre de 1887) fue un compositor, director de orquesta, musicólogo y profesor de música británico. 

## Biografía
Estudió en la Royal Academy of Music. Más tarde fue profesor en esa institución (1834-1875), así como en la Universidad de Cambridge (1875-1877). Compuso varias óperas, entre las que destacan An Adventure of Don Quixote (1846), King Charles II (1849) y 
Robin Hood (1860). Además de óperas compuso sinfonías, conciertos, cantatas, oratorios, música de cámara e incidental. Estuvo casado con la contralto Natalia Macfarren.

## Óperas
- Mrs G, farsa (1831)
- Genevieve, or The Maid of Switzerland, opereta (1832)
- The Prince of Modena, ópera [no estrenada]
- Caractacus, ópera [no estrenada]
- Old Oak Tree, farsa
- I and My Double, farsa (1835)
- If the Cap Fit Ye, Wear It, farsa
- Innocent Sins, or Peccadilloes, opereta (1836)
- El Malhechor, ópera [no estrenada]
- The Devil's Opera, ópera (1838)
- Love Among the Roses, romance
- Agnes Bernauer, the Maid of Augsburg, romance (1839)
- An Emblematic Tribute on the Queen's Marriage, mascarada (1840)
- An Adventure of Don Quixote, ópera (1846)
- King Charles II, ópera (1849)
- Allan of Aberfeldy, ópera [no estrenada]
- The Sleeper Awakened, serenata (1850)
- Robin Hood, ópera (1860)
- Freya's Gift, mascarada (1863)
- Jessie Lea, ópera de cámara (1863)
- She Stoops to Conquer, ópera (1864)
- The Soldier's Legacy, ópera de cámara (1864)
- Helvellyn, ópera (1864)
- Kenilworth, ópera [no estrenada]